# تارناوا، آراد
تارناوا، آراد (به لاتین: Târnova, Arad) یک روستا در رومانی است که در شهرستان آراد واقع شده‌است.

## خصوصیات
تارناوا ۶٬۲۴۰ نفر جمعیت دارد.